# Viol în grup

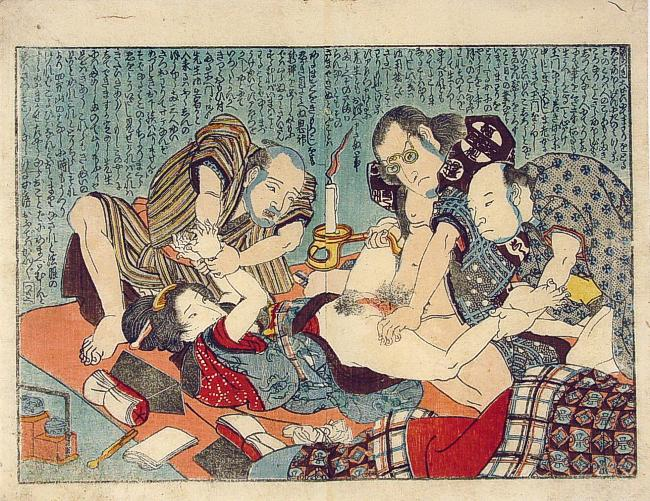
O operă de artă care arată violul în grup.

Violul în grup este atunci când un grup de oameni participă la violul unei singure victime. Violul care implică cel puțin doi sau mai mulți violatori (de obicei cel puțin trei) apare în multe părți ale lumii. Cu toate acestea sunt insuficiente informații sistematice cu privire la amploarea problemei.
Un studiu a arătat că infractorii și victimele violului în grup sunt de obicei mai tineri și având o probabilitate mai mare de a fi șomeri. Violurile în grup implică consum mai mare de alcool și droguri, atacuri nocturne, abuz sexual grav și mai puțină rezistență a victimelor și folosirea a mai puține arme decât în cazul violurilor individuale. Un alt studiu a constatat că agresiunile sexuale în grup au fost mai violente, iar victimele au opus o rezistență mai mare decât în cazul agresiunilor sexuale individuale și că victimele agresiunilor sexuale în grup aveau o probabilitate mai mare de a căuta ajutorul serviciilor de criză și a poliției, de a intenționa sinuciderea și de a face terapie decât cele implicate în atacurile individuale.

## Vezi și
- Tipuri de viol